# クィントゥス・マルキウス・レクス (紀元前68年の執政官)
クィントゥス・マルキウス・レクス（ラテン語: Quintus Marcius Rex、紀元前111年ごろ - 紀元前62年ごろ）は紀元前1世紀初期・中期の共和政ローマの政治家。紀元前68年に執政官（コンスル）を務めた。

## 出自
レクスはノビレス（新貴族）のプレブス（平民）であるマルキウス氏族の出身である。ローマで最も古い氏族の一つであり、紀元前1世紀初頭に作られた家系図では、反逆者グナエウス・マルキウス・コリオラヌスの子孫とされ、さらに遡ると第4代ローマ王アンクス・マルキウスにたどり着く。アンクス・マルキウスの母方の祖父は第4代王ヌマ・ポンピリウスであり、古代の系図家はヌマのの息子の一人からこの家族の起源をトレースしようとし、軍神マルスとの関係を主張した。
マルキウス氏族は当初はパトリキ（貴族）であったと思われるが、一族で最初に執政官になったのは、紀元前357年のガイウス・マルキウス・ルティルスであり、彼以降歴史に登場するマルキウス氏族の人物は、全てプレブスである。
カピトリヌスのファスティの該当部分は欠落してるが、アルゴスで発見されたギリシャ語の碑文から、レクスの父のプラエノーメン（第一名、個人名）はクィントゥスであることが分かった。おそらく、父は紀元前118年の執政官と思われ、その場合祖父は紀元前144年の法務官（プラエトル）クィントゥスで、ローマ最大の水道であるマルキア水道を建設している。

## 経歴
執政官就任年と、当時のコルネリウス法の年齢制限から逆算して、レクスの生誕年は紀元前111年ごろと推定される。レクスは、その政治歴において、二世代前から存在していたカエキリウス・メテッルス家とクラウディウス・プルケル家との同盟関係に依存していた。レクスの妻はアッピウス・クラウディウス・プルケル（紀元前143年執政官）の孫娘クラウディアである。クラウディアはクィントゥス・カエキリウス・メテッルス・マケドニクス（紀元前143年執政官）のひ孫でもあり、レクスの祖父は両者が執政官になる前年に法務官を務めていた。歴史学者F. ミュンツァーは、これを偶然の一致ではないと考えている。おそらくこの結婚は、花嫁の父アッピウス・クラウディウス・プルケル（紀元前79年執政官）の存命中、つまり紀元前76年よりも遅くない時期に成立したものと思われる。
レクスは遅くとも紀元前71年には法務官を務め、紀元前68年には執政官に就任した。同僚執政官は、妻の親戚であるルキウス・カエキリウス・メテッルスであった。ルキウスの兄クイントゥスは前年の執政官の一人であり、選挙では弟とレクスの両方を支援したと思われる。ルキウスは就任後まもなく死亡し、後任として選出された補充執政官セルウィリウス・ウァティアも就任前に死亡したため、残りの期間、レクスは同僚なしで執政官を務めた。
このころ、ローマはポントス王ミトリダテス6世と、それと同盟した地中海の海賊を相手に戦っていた（第三次ミトリダテス戦争）。レクスの義理の兄弟であるルキウス・リキニウス・ルクッルスがミトリダテスと戦い、海賊の二大拠点の一つであったクレタ島では、レクスの前任執政官であったクィントゥス・カエキリウス・メテッルスが戦っていた。執政官任期満了後の紀元前68年初め、レクスは3個ローマ軍団を率いて、プロコンスル（前執政官）としてインペリウム（軍事指揮権）を与えられ、海賊のもう一つの根拠地であるキリキアに派遣された。しかし、レクスは海賊と戦うことはなく、またインペリウムの必要性も実質的に無くなってしまった。同年にグナエウス・ポンペイウスが、地中海の全海賊討伐に関する緊急指揮権を与えられたためである。ルクスの戦争に関連する唯一の記録は、義理の弟であるプブリウス・クロディウス・プルケルが率いる艦隊が海賊に襲われ、プルケル自身が捕虜となってしまったことである。
レクス自身は積極的な行動は行わなかった。ルクッルスが支援を求めたときは、兵士達が拒否したとしてこれに応えず、またミトリダテスに捕虜とされたカッパドキア王アリオバルザネスを救出しようともしなかった。レクスは海賊の首領たちと個別に交渉し、アルメニア王ティグラネス2世の部下であるメネマクをローマに寝返らせた。さらに、レクスはアンティオキアに行き、そこでセレウコス朝シリアのフィリッポス2世と会った。おそらくは、 王から資金を得るためと思われる。アンティオキアでは、レクスは自費で王宮とヒッポドローム（ギリシア式競馬場）を建設した。ただし、これに関しては、地震で被害を受けた建物の再建にすぎないとの説もある。
紀元前66年、ローマでは東方のすべての属州、周辺地域の軍事活動がポンペイウスの支配下に置かれるという法律が可決された。ルクスはこれに抵抗することなく辞任し、イタリアに戻って凱旋式の実施を主張した。しかしポンペイウスの支持者達はこれに反対したため、ルクスは自分に有利な決定が出るまでローマ近郊で数年を過ごした。紀元前63年には、メテッルスも凱旋式の権利を求めた。同年末、ルキウス・セルギウス・カティリナが反乱を起こすと、二人はその鎮圧を命じられた。メテッルスはアプリアへ、レクスは反乱軍主力を率いるガイウス・マンリウスと戦うためにエトルリアへと派遣された。マンリウスはレクスに陳謝の書簡を送り、カティリナの支持者たちの保護を求めた。レクスは、カティリナたちが何かを求めようとするならば、まず武器を捨ててローマに出頭しなければならないと答えた。
その後、レクスに関する記録はない。どうやら、マンリウスとの書簡の交換の直後（紀元前62年か、遅くとも紀元前61年の初め）に、彼は凱旋式を実施することなく死去したと思われる（メテッルスは紀元前62年に凱旋式を実施した）。サッルスティウスは、レクスが名誉を得ることができなかったのは、「一握りの人間の陰謀のため」と書いている。
プブリウス・クロディウスが遺産の一部を受け取ることを主張したことは知られているが、レクスは遺言書の中でこの義理の兄弟について言及していない。

## 子孫
レクスには息子が一人いたが、名前は不明である。レクスの死後、妻の兄であるアッピウス・クラウディウス・プルケルが後見人となったが、政治家としての道は歩まなかったようで、その生涯に関してはほとんど不明である。

## 参考資料

### 古代の資料
- カッシウス・ディオ『ローマ史』
- プルタルコス『対比列伝』
- ガイウス・サッルスティウス・クリスプス『カティリーナの陰謀』
- ガイウス・スエトニウス・トランクィッルス『皇帝伝』
- マルクス・トゥッリウス・キケロ『アッティクス宛書簡集』

### 研究書
- Abramzon M. Roman rule in the East. Rome and Cilicia (2nd century BC - 74 AD). - SPb. : Acra, Academy of Humanities, 2005 .-- 256 p. - ISBN 5-93762-045-3 .
- Broughton R. Magistrates of the Roman Republic. - New York, 1952. - Vol. II. - P. 558.
- Münzer F. Marcius // Paulys Realencyclopädie der classischen Altertumswissenschaft . - 1930. - Bd. IV. - S. 1535-1540.
- Münzer F. Marcius 88 // Paulys Realencyclopädie der classischen Altertumswissenschaft . - 1930. - Bd. IV. - S. 1581.
- Münzer F. Marcius 92 // Paulys Realencyclopädie der classischen Altertumswissenschaft . - 1930. - Bd. IV. - S. 1583-1586.

| 公職                                                                                               | 公職 | 公職                                                                 |
| -------------------------------------------------------------------------------------------------- | --- | -------------------------------------------------------------------- |
| 先代 クィントゥス・ホルテンシウス・ホルタルス クィントゥス・カエキリウス・メテッルス・クレティクス | 執政官 同僚：ルキウス・カエキリウス・メテッルス（死亡） 補充：セルウィリウス・ウァティア（死亡） 紀元前68年 | 次代 ガイウス・カルプルニウス・ピソ マニウス・アキリウス・グラブリオ |